# میلتورپ، نیو ساوت ولز
میلتورپ (به انگلیسی: Millthorpe) یک منطقهٔ مسکونی در استرالیا است که در نیو ساوت ولز واقع شده‌است.